# Roberto de Andrade Martins
Roberto de Andrade Martins (Juiz de Fora, 6 de abril de 1950) é um físico, filósofo, historiador da ciência e escritor brasileiro.
Roberto de Andrade Martins fez inicialmente sua formação em física pela Universidade de São Paulo. Posteriormente, obteve seu doutorado em Lógica e Filosofia da Ciência na Universidade Estadual de Campinas, a respeito dos aspectos axiológicos presentes no trabalho científico. Realizou estágios de pós-doutorado sobre história da ciência nas universidades de Oxford e Cambridge, na Inglaterra.
Desde criança, Roberto Martins gostava de escrever. Durante sua adolescência, participou de um concurso de contos promovido pelo Núcleo Mineiro de Escritores (NUME) de Juiz de Fora e pelos Diários Associados, ganhando 3 dos 5 prêmios. Fez o vestibular da Universidade de São Paulo e iniciou a graduação em física em 1968. Durante esse período, dedicou-se a estudos sobre filosofia da ciência, história da ciência, física e também sobre filosofia oriental. Editou uma revista, a Protofísica, que era distribuída na USP e em algumas outras universidades. Durante sua graduação, trabalhou como free lancer da Editora Abril, escrevendo artigos de divulgação científica e colaborando no projeto educacional Os Cientistas, além de trabalhar como professor em colégios e cursinhos. Participou ativamente do movimento estudantil da época. Desde essa época, a maior parte de sua formação ocorreu de forma autodidata.
Após concluir a graduação, trabalhou primeiramente na Universidade Estadual de Londrina (1973 a 1975), onde ajudou a criar o curso de física. Nessa fase, dedicou-se especialmente a pesquisas sobre ensino, e sobre fundamentos da física. Desenvolveu também atividades artísticas, participando do grupo de teatro da Casa de Artes e Ofícios Paulo VI, dirigida pelo artista plástico Henrique de Aragão, em Ibiporã, PR. Continuou a desenvolver atividades de teatro após se mudar para Curitiba, em 1976, fundando o Grupo Teatral Mandala e escrevendo a peça teatral A Grande Máquina, encenada por esse grupo em 1977. Foi professor dos departamentos de Física e de Filosofia da Universidade Federal do Paraná e durante essa fase publicou seus primeiros artigos sobre teoria da relatividade, filosofia da ciência e história da ciência em revistas internacionais.
Foi professor do Instituto de Física Gleb Wataghin da Unicamp durante a maior parte de sua carreira como professor universitário, de 1983 até se aposentar em 2010. É considerado um pesquisador sênior muito ativo nas áreas de história e filosofia da ciência, organizando muitas atividades, seminários, congressos e periódicos. Suas principais pesquisas se referem aos fundamentos, história e filosofia da física teórica e experimental, da astronomia e de outras ciências, incluindo matemática, química e vários aspectos da biologia. Nesses estudos, ele analisa a metodologia, a base conceitual e a dinâmica da pesquisa científica. Também organizou uma base de dados sobre as fontes para pesquisa da história das ciências, da medicina e das técnicas em Brasil e Portugal, abrangendo o período do século XV até 1900.
Paralelamente à sua carreira de professor universitário, dedicou-se ao estudo do Yoga e da espiritualidade indiana, seguindo um interesse que surgiu durante sua adolescência. Interessa-se principalmente por práticas de meditação (dhyāna) e pelo pensamento filosófico e religioso da Índia. Iniciou a orientação de grupos de meditação em São Paulo, na década de 1970. Em Curitiba, ministrou cursos de extensão sobre o pensamento indiano na Universidade Federal do Paraná e foi professor de filosofia oriental e coordenador do curso de graduação em Yoga das Faculdades Espírita, em 1980, além de prosseguir na orientação de grupos de meditação. Posteriormente, participou durante vários anos como docente convidado dos cursos de pós-graduação (especialização) em Yoga das Faculdades Integradas Espírita (UNIBEM) em Curitiba (PR) e em Vitória (ES). Ministrou nesse curso as disciplinas sobre textos tradicionais indianos, abordando o estudo de obras fundamentais como: Bhagavad Gītā, as Upaniṣads, Yoga Sūtra de Patañjali, e outros livros fundamentais para a compreensão da filosofia indiana.

## Livros Publicados
- MARTINS, Roberto de Andrade. Commentariolus - Pequeno comentário de Nicolau Copérnico sobre suas próprias hipóteses acerca dos movimentos celestes. São Paulo: Nova Stella, 1990. 152 págs.
- MARTINS, Roberto de Andrade. O Universo: teorias sobre sua origem e evolução. São Paulo: Moderna, 1994. 183 págs.
- MARTINS, Roberto de Andrade; MARTINS, Lilian Al-Chueyr Pereira; FERREIRA, Renata Rivera; TOLEDO, Maria Cristina Ferraz. Contágio: história da prevenção das doenças transmissíveis. São Paulo: Moderna, 1997. 199 págs.
- MARTINS, Roberto de Andrade. Commentariolus Pequeno comentário de Nicolau Copérnico sobre suas próprias hipóteses acerca dos movimentos celestes. 2. ed. São Paulo: Livraria da Física, 2003. 180 págs.
- MARTINS, Roberto de Andrade; MARTINS, Lilian Al-Chueyr Pereira; SILVA, Cibelle Celestino; FERREIRA, Juliana Mesquita Hidalgo (eds.). Filosofia e História da Ciência no Cone Sul: 3º Encontro. 1. ed. Campinas: Associação de Filosofia e História da Ciência do Cone Sul (AFHIC), 2004. 495 págs.
- MARTINS, Roberto de Andrade (trad.); SACRO BOSCO, Johannes de. Tractatus de sphæra / Tratado da esfera [1478]. Campinas: Universidade Estadual de Campinas, 2006. 114 págs.
- MARTINS, Roberto de Andrade; BOIDO, Guillermo; RODRÍGUEZ, Victor (eds.). Física: estudos filosóficos e históricos. Campinas: Associação de Filosofia e História da Ciência do Cone Sul, 2006. 172 págs.
- MARTINS, Roberto de Andrade. Significado e bases do Rāja-Yoga. Uma introdução aos Yoga-Sūtra de Patañjali, baseada em textos clássicos. Rio de Janeiro: Corifeu, 2007. 140 págs.
- MARTINS, Roberto de Andrade. Os "raio N" de Blondlot: uma anomalia na história da física. Rio de Janeiro; Campinas: Booklink; FAPESP; GHTC, 2007. 272 págs.
- MARTINS, Roberto de Andrade. Muṇḍaka-Upaniṣad: o conhecimento de Brahman e do Ātman. Rio de Janeiro: Corifeu, 2008. 156 págs.
- SILVA, Ana Paula Bispo da; MARTINS, Roberto de Andrade. As "Investigações gerais sobre superfícies curvas" de Gauss: texto e análise. Rio de Janeiro; Campinas: Booklink; Grupo de História e Teoria da Ciência; FAPESP, 2008. 197 págs.
- MARTINS, Roberto de Andrade; MARTINS, Lilian Al-Chueyr Pereira; SILVA, Cibelle Celestino; FERREIRA, Juliana Mesquita Hidalgo (eds.). Filosofia e História da Ciência no Cone Sul. 3º Encontro. 2. ed. Campinas: Associação de Filosofia e História da Ciência do Cone Sul (AFHIC), 2008. 499 págs.
- MARTINS, Roberto de Andrade; SILVA, Cibelle Celestino; FERREIRA, Juliana Mesquita Hidalgo; MARTINS, Lilian Al-Chueyr Pereira (eds.). Filosofia e História da Ciência no Cone Sul. Seleção de Trabalhos do 5º Encontro. Campinas: Associação de Filosofia e História da Ciência do Cone Sul (AFHIC), 2008. 461 págs.
- MARTINS, Roberto de Andrade. Teoria da relatividade especial. Campinas: Grupo de História e Teoria da Ciência, 2008. 192 págs.
- MARTINS, Roberto de Andrade; LEWOWICZ, Lucía; FERREIRA, Juliana Mesquita Hidalgo; SILVA, Cibelle Celestino; MARTINS, Lilian Al-Chueyr Pereira (eds.). Filosofia e história da ciência no Cone Sul. Seleção de trabalhos do 6º Encontro. Campinas: Associação de Filosofia e História da Ciência do Cone Sul (AFHIC), 2010. 645 págs.
- MARTINS, Roberto de Andrade. O universo: teorias sobre sua origem e evolução. 2. ed. São Paulo: Editora Livraria da Física, 2012. 228 págs.
- MARTINS, Roberto de Andrade. O Yoga tradicional de Patañjali. O Rāja Yoga segundo o Yoga-Sūtra e outros textos indianos clássicos. 2. ed. São Paulo: Shri Yoga Devi, 2012. 185 págs.
- MARTINS, Roberto de Andrade. Teoria da relatividade especial. 2. ed. São Paulo: Livraria da Física, 2012. 294 págs.
- MARTINS, Roberto de Andrade. Becquerel e a descoberta da radioatividade: uma análise crítica. Campina Grande / São Paulo: EDUEPB / Livraria da Física, 2012. 475 págs.
- MARTINS, Roberto de Andrade; BOIDO, Guillermo; RODRÍGUEZ, Victor (eds.). History and Philosophy of Physics in the South Cone. London: College Publications, 2013. 226 págs.
- MARTINS, Roberto de Andrade; BOIDO, Guillermo; RODRÍGUEZ, Victor (eds.). Fisica: estudios filosóficos e históricos. 2. ed. London: College Publications, 2013. 180 págs.
- MARTINS, Roberto de Andrade. Uma luz sobre o Haṭha-Yoga. Tradução comentada da Haṭha-Yoga-Pradipika. São Paulo: Shri Yoga Devi, 2014. 499 págs.
- MARTINS, Roberto de Andrade. Bhagavad Gītā. A canção divina. São Paulo: Shri Yoga Devi, 2014. 309 págs.
- MARTINS, Roberto de Andrade; ROSA, Pedro S. História da teoria quântica: a dualidade onda-partícula, de Einstein a De Broglie. São Paulo: Editora Livraria da Física, 2014. 292 págs.
- MARTINS, Roberto de Andrade. A origem histórica da relatividade especial. São Paulo: Editora Livraria da Física, 2015. (ISBN 978-85-7861-299-3) 282 págs.
- MARTINS, Roberto de Andrade. Aristóteles e o estudo dos seres vivos. São Paulo: Editora Livraria da Física, 2015. (ISBN 9788578613358) 158 págs.
- MARTINS, Roberto de Andrade. A Grande Máquina: peça teatral em quatro atos. Curitiba, Grupo Mandala, 2017. ISBN 978-1521047651
- MARTINS, Roberto de Andrade. The Great Machine: A play in four acts. Tradução de Juliano Siqueira. Curitiba: Grupo Mandala, 2017. 154 páginas (ISBN: 978-1521326800)
- YEATS, William Butler. Águas Sombrias (The Shadowy Waters). Tradução de Roberto de Andrade Martins. Rayleigh: Lulu Press, 2017. 80 págs. (ISBN 978-1365950988)
- MARTINS, Roberto de Andrade. George John Romanes and the struggle for Darwin’s mantle. Seattle: Privatus Typus, 2017. x+165 páginas. (ISBN 978-1521700037)
- SVĀTMĀRĀMA, Svāmin. Haṭha-Yoga-Pradīpikā: uma luz sobre o Haṭha-Yoga. Tradução comentada por Roberto de Andrade Martins. São Paulo: Mantra, 2017. 191 páginas (ISBN 978-85-68871-07-2)
- MARTINS, Roberto de Andrade. Muṇḍaka Upaniṣad: o Conhecimento de Brahman e do Ātman. 2ª edição. São Paulo: Editora Livraria da Física, 2019. Coleção Sūrya. ISBN 978-85-7861-605-2. 136 págs.
- MARTINS, Roberto de Andrade. Mokṣa: uma visão histórica do Yoga na Índia. São Paulo: PoloBooks; Shri Yoga Devi, 2020. x + 235 páginas. ISBN: 978-65-5502-030-4
- BIANCHINI, Flávia; MARTINS, Roberto de Andrade. Manual de práticas do Yoga de Patañjali. São Paulo: PoloBooks, Shri Yoga Devi, 2021. X+115 páginas. ISBN 978-65-89735-25-0
- MARTINS, Roberto de Andrade. Studies in History and Philosophy of Science I. Extrema: Quamcumque Editum, 2021. ISBN 978-65-996890-1-7. 165 págs. (Scientiarum Historia et Theoria Studia, vol. 1)
- MARTINS, Roberto de Andrade. Historical Essays on Radioactivity. Extrema: Quamcumque Editum, 2021. 198 págs. ISBN 978-65-996890-2-4 (Scientiarum Historia et Theoria Studia, vol. 2)
- MARTINS, Roberto de Andrade. Studies in History and Philosophy of Science II. Extrema: Quamcumque Editum, 2021. ISBN 978-65-996890-3-1. 210 págs. (Scientiarum Historia et Theoria Studia, vol. 3)
- MARTINS, Roberto de Andrade. Ensaios sobre História e Filosofia das Ciências I. Extrema: Quamcumque Editum, 2021. ISBN 978-65-996890-6-2. 241 págs. (Scientiarum Historia et Theoria Studia, vol. 4)
- MARTINS, Roberto de Andrade. Ensaios sobre História e Filosofia das Ciências II. Extrema: Quamcumque Editum, 2022. (Scientiarum Historia et Theoria Studia, vol. 5) 292 págs. ISBN 978-65-996890-8-6